# Frederikke Larcher
Frederikke Nicoline Larcher, född Lange 24 april 1812 i Köpenhamn, död 13 mars 1892 i samma stad, var en dansk skådespelare, aktiv 1827–1857.
Larcher var dotter till bokhållare Johannes Melchior Lange och Anne Magdalene Trie. Hon debuterade på Det Kongelige Teater i Köpenhamn 1827 och blev premiäraktris 1832. Hon var verksam till 1857. Hon blev ihågkommen för sina roller inom vaudeville, och spelade också främst roller som hjältinna och som så kallad ingenue.  
Gift 1830 med dansaren Pierre Joseph Larcher (1801–1847), som från 1811 var anställd vid danska kungliga baletten.